# Izcalli del Valle

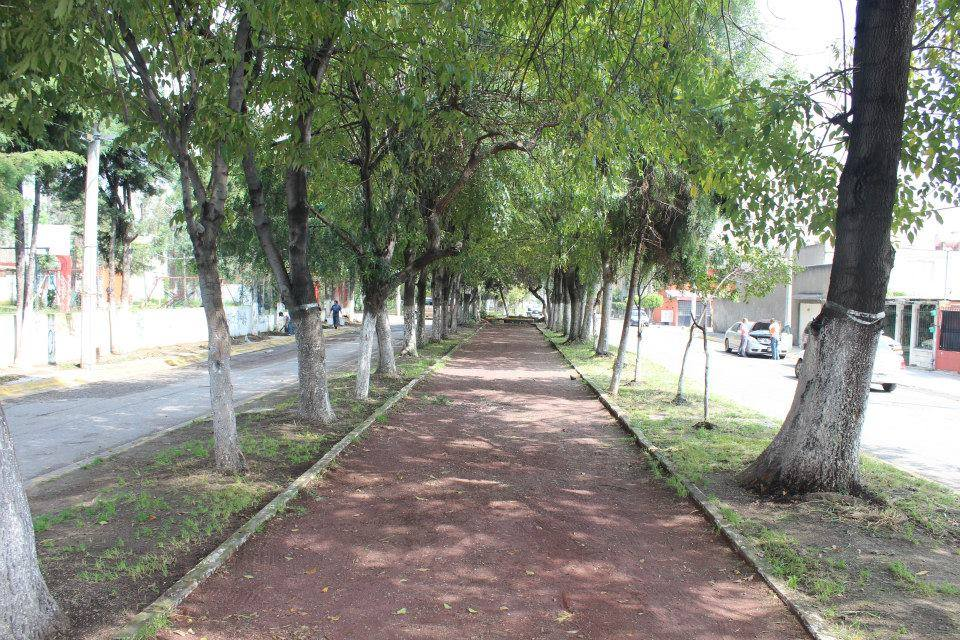
Camellón habilitado para correr.

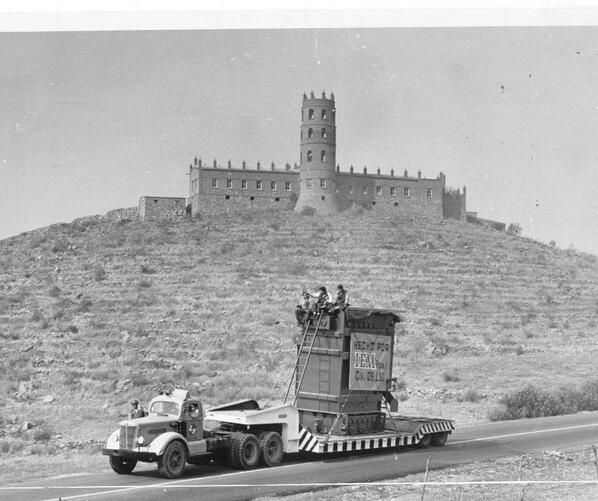
Castillo de Barrientos

Izcalli del Valle es una comunidad del municipio de Tultitlán de Mariano Escobedo, en el estado de México. La entrada a este lugar se encuentra donde se juntan dos de las más importantes vialidades del estado: la Vía Gustavo Baz Prada procedente desde Naucalpan y la Vía José López Portillo procedente desde Ecatepec.
Con una extensión aproximada de 170 hectáreas. La población es de alrededor de 11,700 habitantes distribuidos en 3,060 hogares, con una densidad de 695 habitantes por kilómetro cuadrado. La edad promedio de los residentes es de 34 años, y cuentan con una escolaridad promedio de 11 años cursados. La gran mayoría de los habitantes son personas que llegaron hace más de treinta años cuando se inauguró este lugar, por lo que se da una dinámica muy activa entre ellos.

## Historia
Izcalli del Valle forma parte de las localidades que conformaban parte de las culturas alrededor del lago de Xaltocan, el cual a su vez formaba parte del lago de Texcoco, donde alguna vez se ubicó la fabulosa ciudad de México Tenochtitlan. La parte que hoy comprende Izcalli del Valle estaba bajo el agua.
El castillo de Barrientos, construido con ladrillo rojo o tabique rojo por Jesús Ávalos Guerrero, proveniente de Xocoyahualco en la década de 1950 pertenece al pueblo de San Pedro Barrientos, en el municipio de Tlalnepantla de Baz, limítrofe con Santa María de Guadalupe  e Izcalli del Valle (Tultitlán). Según la leyenda, José Barrientos, un español tipo Robin Hood. El Castillo (también llamado "El Castillo del Santo" porque ese luchador mexicano utilizaba la zona como locación para filmar sus películas, lo mismo que otros actores y grupos musicales) o lo que queda de él sigue existiendo en la actualidad y forma parte, desde 1996, de la escuela de policía de Tlalnepantla.
La historia de Izcalli del Valle como comunidad comienza en los años 60, cuando se decide construir un fraccionamiento en el lecho del lago, el cual tenía las óptimas condiciones para albergar a la comunidad, Constructora Grupo Elefante dirigida por el señor Ing. Eduardo Patiño Guerrero, para mediados de los años 70, la construcción del proyecto estaba en pie, siendo inaugurada en 1977, comenzando su poblamiento en 1978, la comunidad estaba planeada para contar con todos los servicios: escuela, policía, campo deportivo, áreas verdes, iglesia y centro comercial. Actualmente cuenta con cerca de cinco institutos preescolares, dos primarias estatales y tres particulares, una zona comercial construida en dos manzanas, y un centro de Desarrollo Integral de la Familia (DIF).